# Ракицеле де Сус (Арђеш)
Ракицеле де Сус (рум. Răchițele de Sus) насеље је у Румунији у округу Арђеш у општини Коку. Oпштина се налази на надморској висини од 455 m.

## Становништво
Према подацима из 2002. године у насељу је живело 451 становника, од којих су сви румунске националности.